# 神奈川縣公安委員會
神奈川縣公安委員會（日语：／ Kanagawaken kō'an-i'inkai */?）是由神奈川縣知事所轄，負責管理神奈川縣警察的行政委員會，由5名委員組成。

## 委員
- 委員長
  - 大崎哲郎
- 委員
  - 羽田愼司
  - 宮崎泰男
  - 岩澤啟子
  - 草壁悟朗

## 下部組織
- 神奈川縣警察

## 外部連結
- 神奈川県公安委員会 （页面存档备份，存于）